# アルベルト・フォルスター

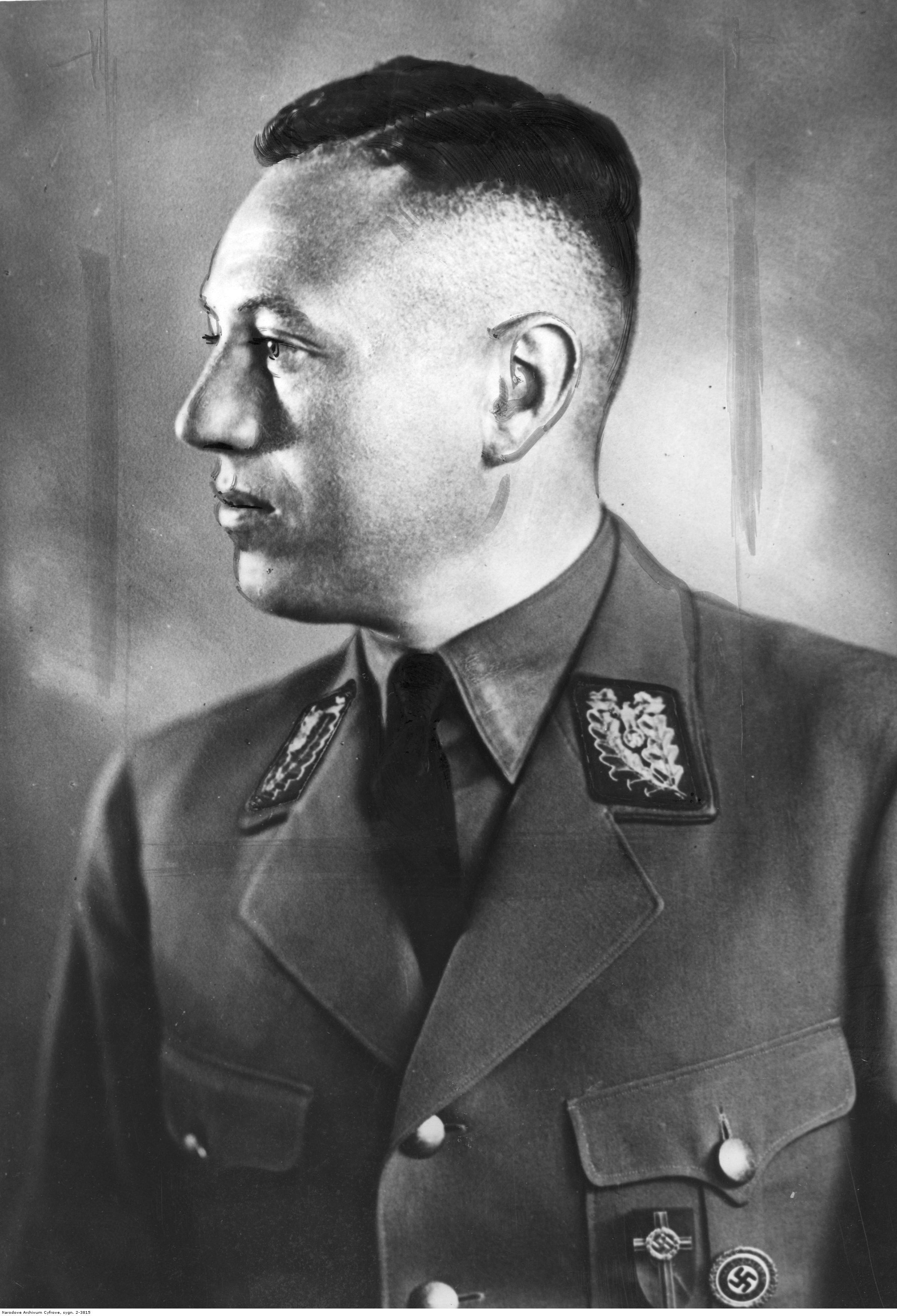
アルベルト・フォルスター

アルベルト・マリア・フォルスター（ドイツ語: Albert Maria Forster, 1902年7月26日 - 1952年2月28日）は、ドイツの政治家。国家社会主義ドイツ労働者党のダンツィヒ＝ヴェストプロイセン帝国大管区の大管区指導者を務めていた。

## 略歴
1902年、刑務所副所長クリストフ・フォルスターとその妻クラスツェンツ・フォルスター（旧姓ブリュックマイヤー）の息子として、バイエルン王国のフュルトに生まれる。フュルトの小学校とギムナジウムを出た後、銀行で働いた。
1923年11月7日に国家社会主義ドイツ労働者党（ナチ党）に入党（党員番号1924）。入党直後に起こったミュンヘン一揆の失敗後、ナチ党は一時解散させられると、フォルスターはユリウス・シュトライヒャーやヘルマン・エッサーらの起こした大ドイツ民族組合に参加した。
1925年2月、ナチ党再建中のアドルフ・ヒトラーと初会見した。同年、ナチ党の反ユダヤ主義新聞『シュテュルマー』紙のパートタイムのジャーナリストとなった。4月5日に正式にナチ党に復帰した。1925年からフルタイムのナチ党の弁士として活動するようになった。
1926年5月12日に親衛隊に入隊（隊員番号158）。
1928年2月から1930年10月にかけてニュルンベルクのドイツ国家商業使用人協会（DHV）に出納長として勤務した。1929年12月にはハンブルクのDHVの指導者となった。
1930年9月14日にナチ党の国会議員に当選し、ナチ党国会議員団の労働者問題専門のアドバイザーとなる。
1930年10月15日にナチ党のダンツィヒ大管区の大管区指導者に任じられた。ダンツィヒ大管区は1939年10月26日にダンツィヒ＝ヴェストプロイセン帝国大管区に改組されているが、一貫してフォルスターがその職にあり、ソ連赤軍の接近でダンツィヒから撤収する1945年3月末まで在職している。ポーランド侵攻後の1939年9月20日にはフォルスターは、アドルフ・ヒトラー、ハインリヒ・ヒムラー、ラインハルト・ハイドリヒとともにポーランド占領政策の基本方針の策定にあたっている。
戦後の1945年5月27日にイギリス軍の捕虜となったが、1946年8月にポーランドに引き渡される。
1948年にポーランドの法廷から死刑判決を受け、1952年2月28日にワルシャワの刑務所内にて絞首刑に処せられた。